# Castlemartyr
Castlemartyr (iriska: Baile na Martra) är en ort i de östra delarna av grevskapet Cork på Irland. Orten ligger i närheten av Midleton, längs vägen N25. Tätorten (settlement) Castlemartyr hade 1 600 invånare vid folkräkningen 2016.